# Rue des Archives (Paris)
Pour les articles homonymes, voir Rue des Archives.
La rue des Archives est une voie située à la limite des 3e et 4e arrondissements de Paris.

## Situation et accès
Longue de 900 mètres, elle commence au 50, rue de Rivoli et se termine au 51, rue de Bretagne.
Ce site est desservi par les stations de métro Hôtel de Ville et Rambuteau.

## Origine du nom
Cette rue doit son nom au fait qu'elle longe les Archives nationales.

## Historique

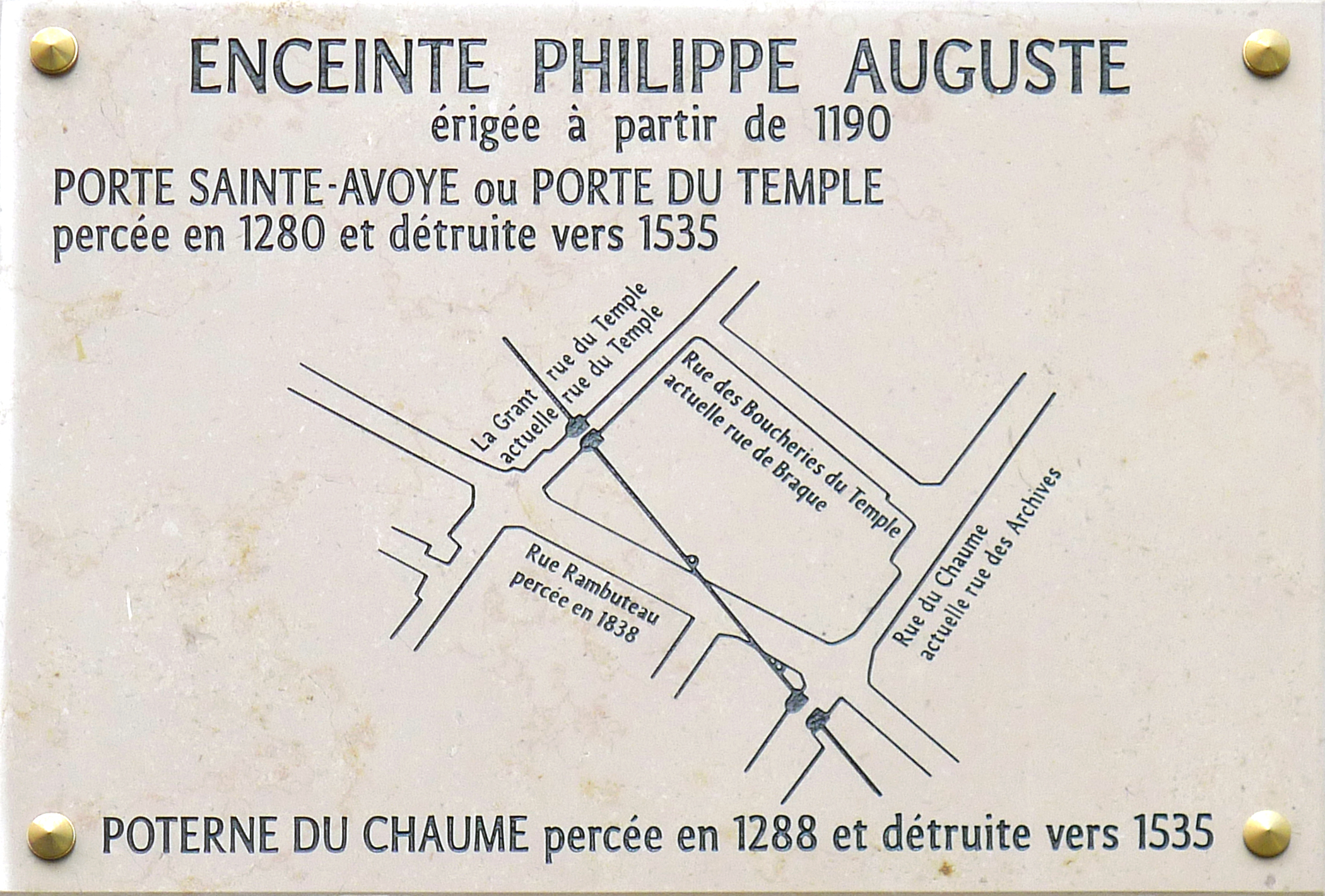
Le tracé de l'enceinte, entre la rue du Temple (porte du Temple) et la rue des Archives (porte de Chaume).

L'enceinte de Philippe Auguste coupait initialement la rue au niveau du no 54 avant qu'une porte, la porte (ou poterne) du Chaume, n'y soit percée à la fin du XIIIe siècle.
Les rues du Chaume, du Grand Chantier et des Enfants Rouges ont été ouvertes à la fin du XIIIe siècle comme voie principale du lotissement de la Ville-Neuve du Temple créé par l'ordre des Templiers et formaient jadis la rue Neuve-du-Temple.
Le 23 mai 1863, un décret déclare d'utilité publique l'alignement des rues des Billettes, de l'Homme-Armé, du Chaume, du Grand-Chantier, des Enfants-Rouges et Molay. L'ensemble doit former un axe unique traversant le Marais.
En 1874, la rue des Archives est créée par la fusion de :
- la partie de la rue du Chaume comprise entre les rues Rambuteau et des Haudriettes ;
- la rue du Grand-Chantier, entre les rues des Haudriettes et Pastourelle ;
- la rue des Enfants-Rouges, entre les rues Pastourelle et Portefoin ;
- la rue Molay, entre les rues Portefoin et Perrée.

En 1890, la rue est prolongée entre la rue Rambuteau et la rue de Rivoli par l'absorption de :
- la rue des Deux-Portes-Saint-Jean, entre la rue de Rivoli et la rue de la Verrerie ;
- la rue des Billettes, entre la rue de la Verrerie et la rue Sainte-Croix-de-la-Bretonnerie ;
- la rue de l'Homme-Armé, entre la rue Sainte-Croix-de-la-Bretonnerie et la rue des Blancs-Manteaux ;
- la partie de la rue du Chaume comprise entre la rue des Blancs-Manteaux et la rue Rambuteau.

Avant 1910, la rue des Archives finissait rue Dupetit-Thouars. À cette époque, on a donné le nom de rue Eugène-Spuller à la partie de la rue des Archives comprise entre la rue de Bretagne et la rue Dupetit-Thouars.
En 2019, trois sections de la rue des Archives ont officiellement nommées (du nord au sud) :
- Place Patrice-Chéreau (3e) : place au niveau de la Fontaine des Haudriettes, rue des Haudriettes ;
- Place Ovida-Delect (4e) : place située au croisement de la rue des Blancs-Manteaux ;
- Place Harvey-Milk (4e) : carrefour de la rue des Archives et de la rue de la Verrerie.

## Bâtiments remarquables et lieux de mémoire
L'alignement décidé en 1863 n'a pas été complètement suivi d'effets et des bâtiments historiques ont donc été conservés :
- Nos 22 à 26 : partie orientale de la rue des Billettes avec principalement les cloître et église des Billettes, église luthérienne depuis 1808, membre de l'Église protestante unie de France. Le couvent des Carmes-Billettes a été édifié à l'emplacement de la maison du juif Jonathas qui avait été condamné à être brûlé vif à la suite du miracle des Billettes.

Sur cette partie, les constructions du seul le côté impair ont été détruites et remplacées par des immeubles haussmanniens alignés alors que la rive opposée a conservé son ancien tracé irrégulier. 

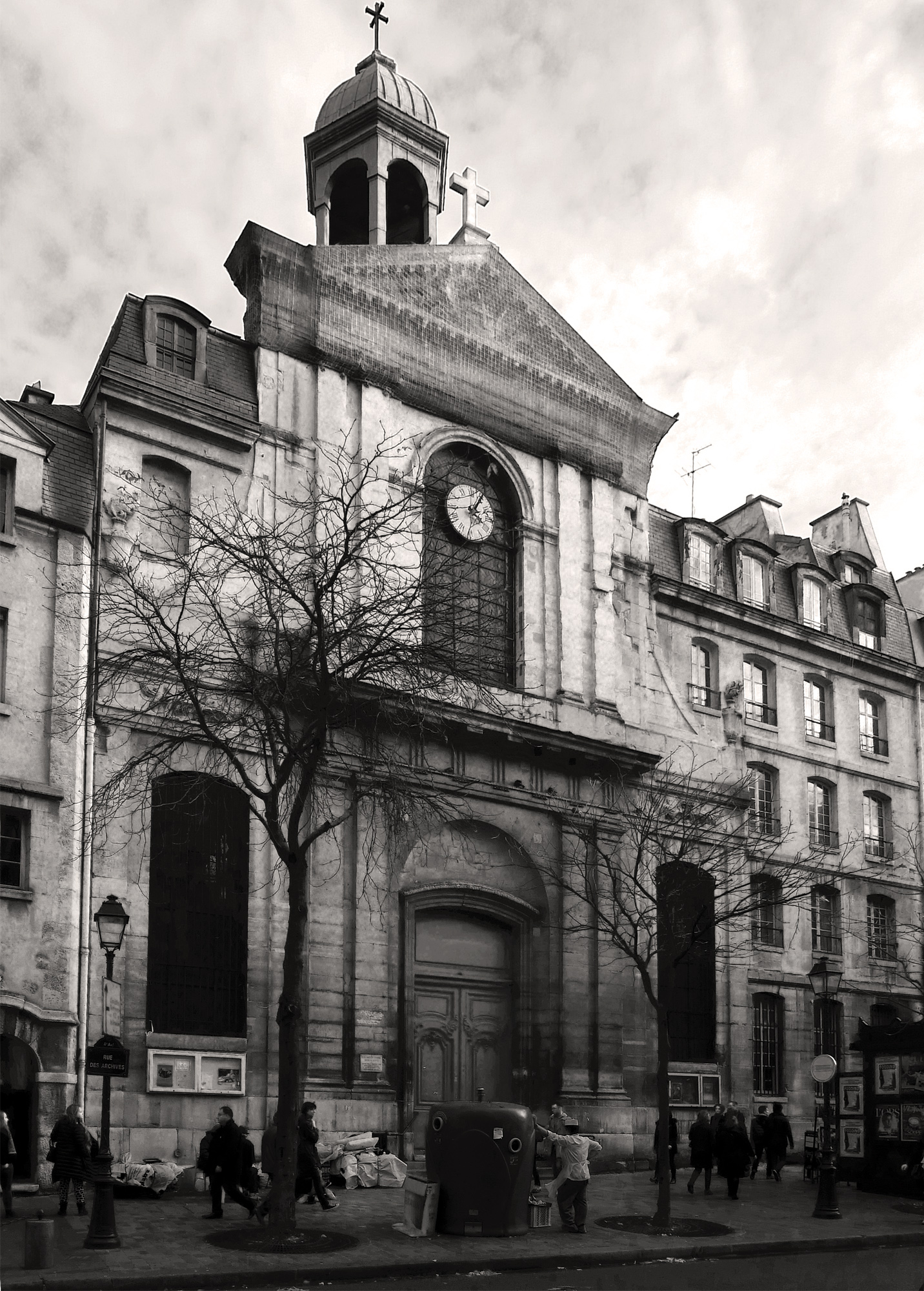
Nos 22-26 : église luthérienne des Billettes.
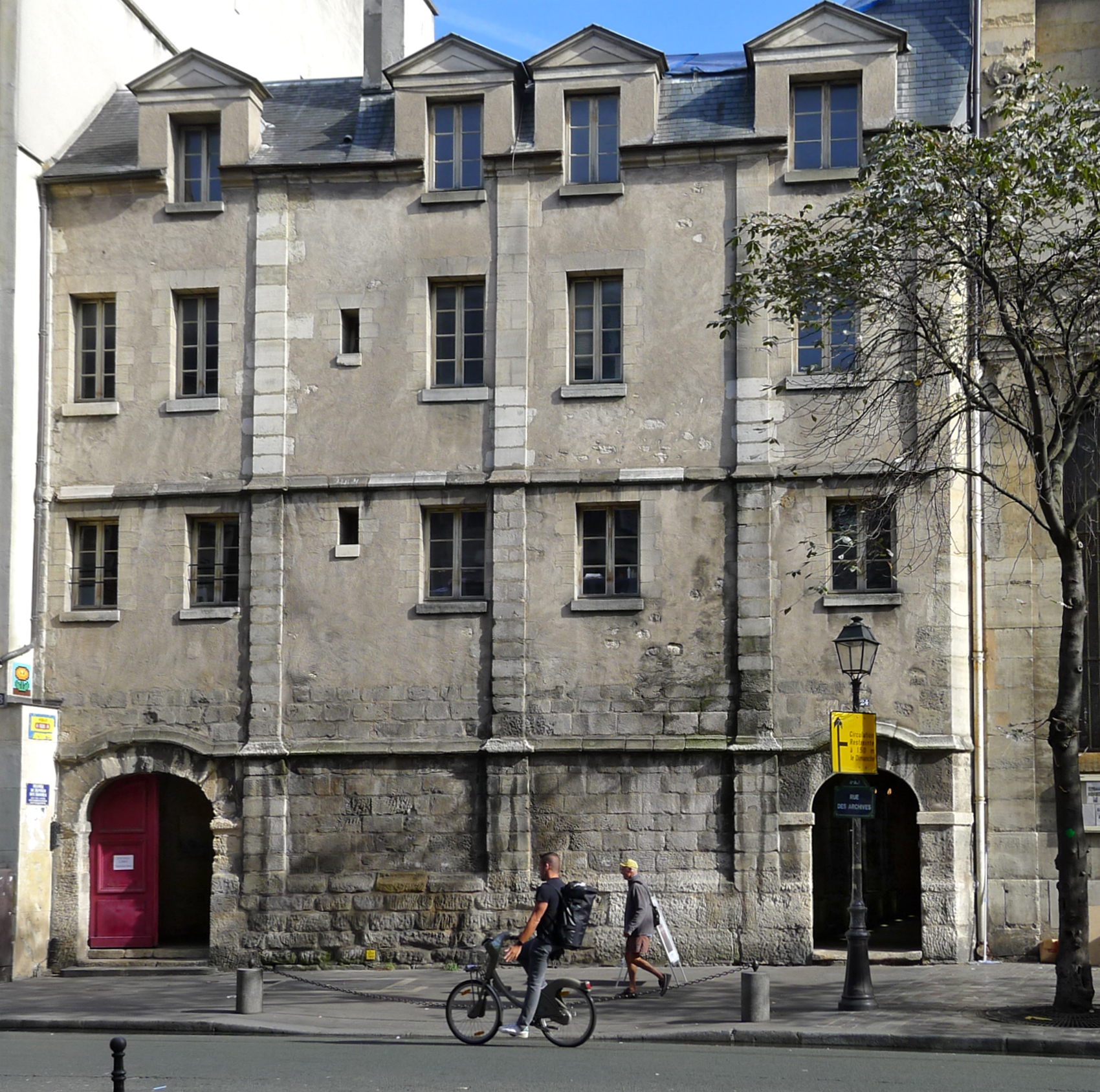
Nos 22-26 : cloître de l'église des Billettes.
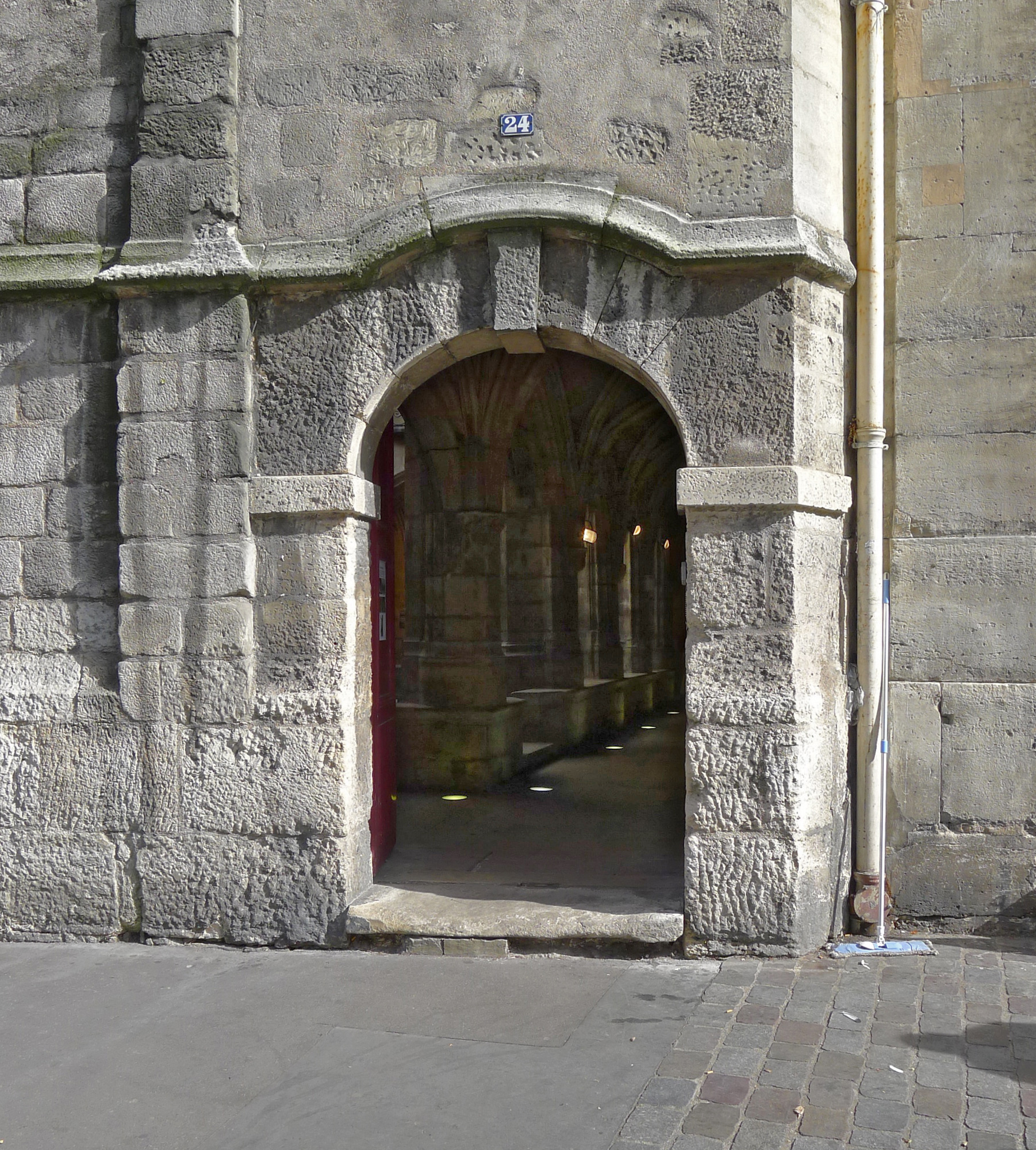
Nos 22-26 : une des entrées du cloître.
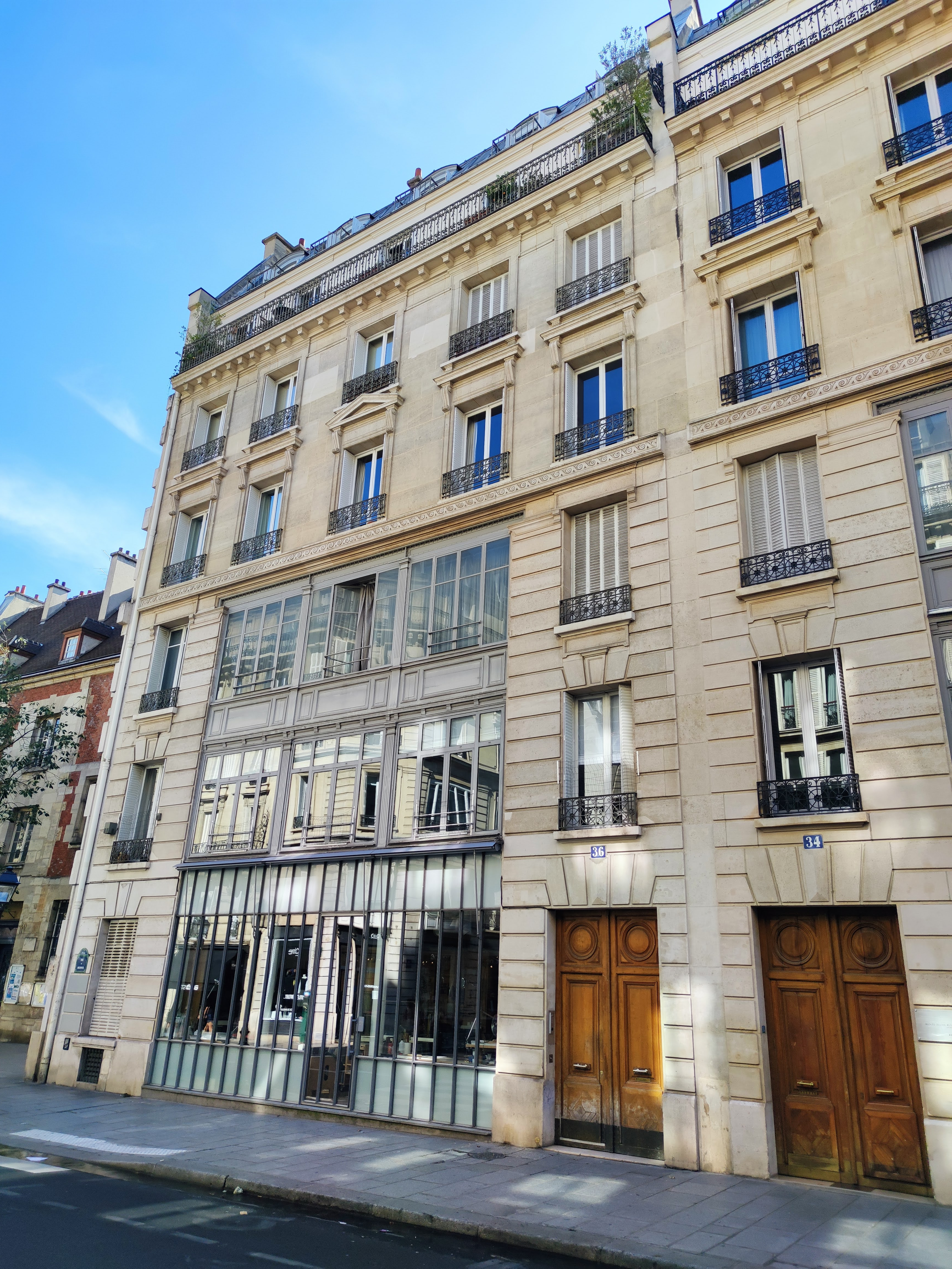
No 36.

- No 32 : l’immeuble, construit par Charles Stoullig, est proposé au concours de façades de la ville de Paris, en 1911[4].
- No 34 : immeuble dont les 1er et 2e étages furent occupés de 1965 à 1980 par une école spécialisée pour déficients auditifs : les collège et lycée privés Morvan (Le cours Morvan), maintenant au no 68 de la rue de la Chaussée-d'Antin, dans le 9e arrondissement. L’architecte italien Renzo Piano, coauteur du Centre Pompidou, avait son atelier parisien à cette adresse[5].
- No 40 : maison dite « de Jacques Cœur » parce qu'elle fut la propriété d'une de ses descendantes (ancienne rue de l'Homme-Armé). On y trouve aujourd'hui une école maternelle publique[6]. Le décrochement de l’alignement suit le tracé de l’ancienne rue qui a été intégrée à la rue des Archives lors de son élargissement au XIXe siècle[7].
- No 45 : ancien couvent des Pères de la Merci ; présence de deux cadrans solaires muraux à l'intérieur de la cour, un seul visible de la rue.

Sur la partie le long de l'ancien couvent, la rue a conservé sa largeur initiale.

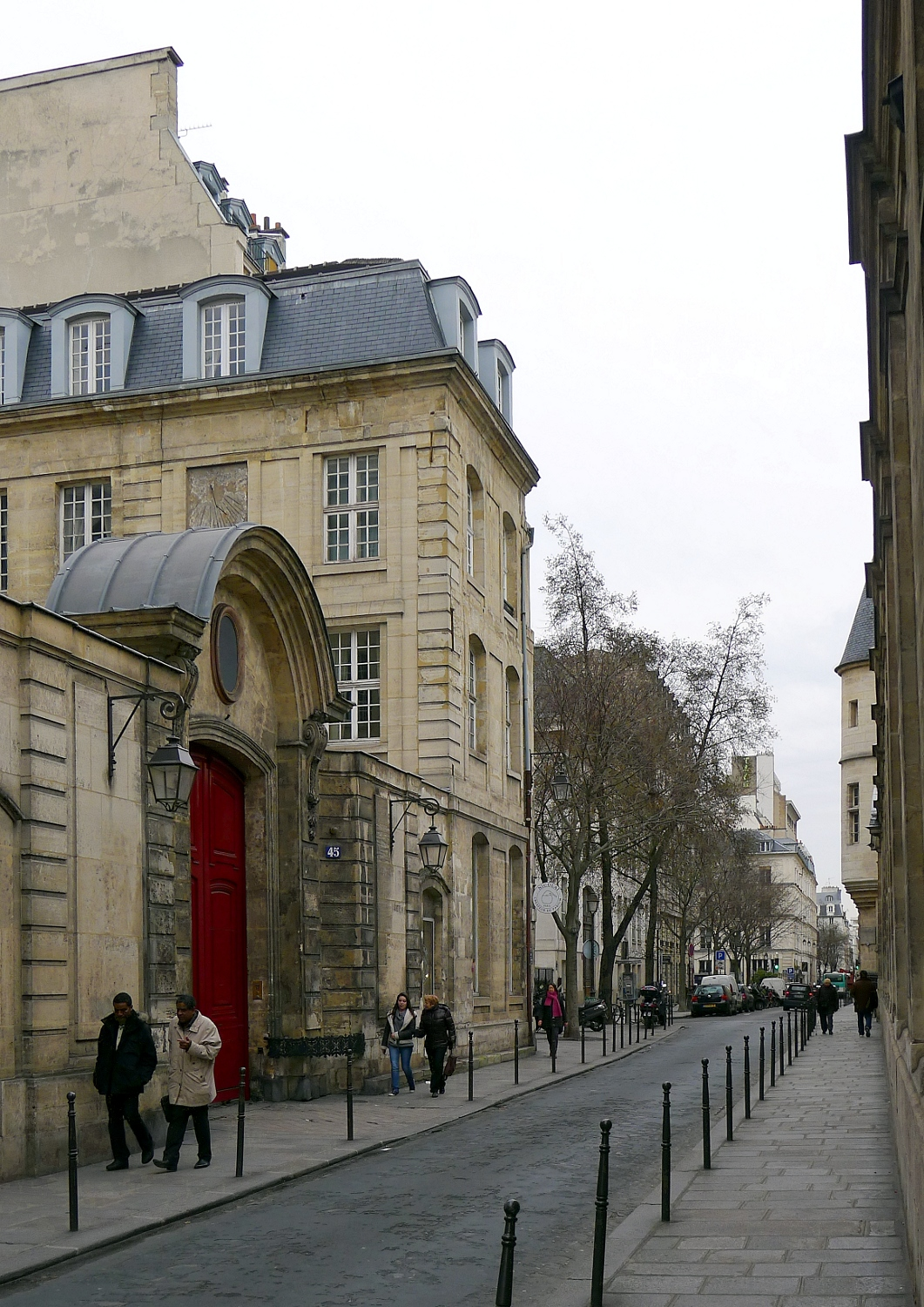
Rue des Archives au niveau du no 45.
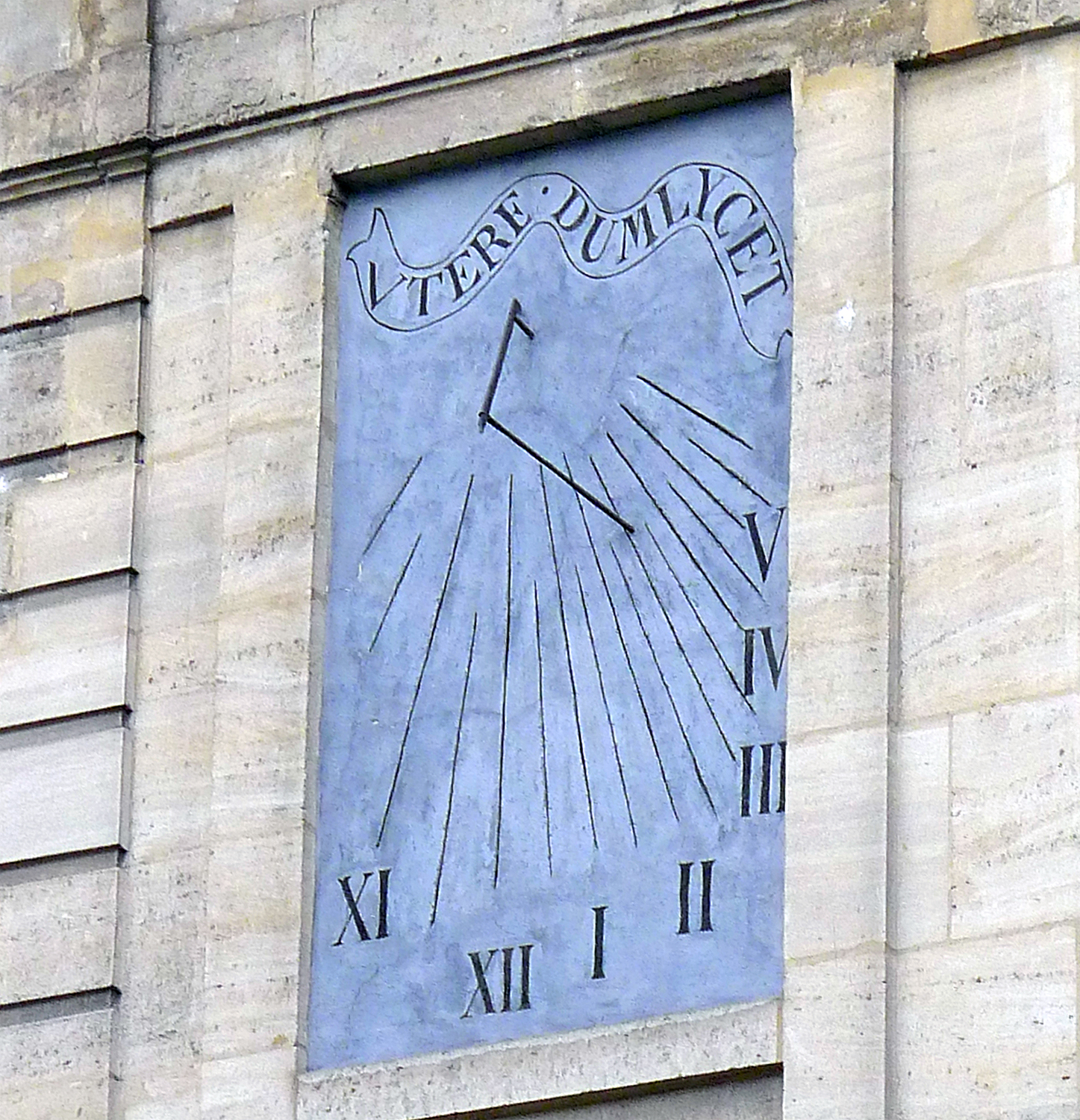
Cadran solaire.

- No 53 : une façade factice cache un transformateur EDF.
- No 54 : emplacement de l'ancienne poterne, appelée poterne du Chaume, ouverte en 1288 dans l'enceinte de Philippe Auguste à la demande des Templiers pour faciliter l'accès à la « Ville-Neuve » du Temple. Cette poterne a été détruite vers 1535 sur ordre de François Ier. Un immeuble a été construit au no 54 en 1777-1778 par l'architecte Claude-Joseph Porquet et l'entrepreneur Grelet pour Maurice Ducrest, chef de la fruiterie du comte de Provence[8],[9].

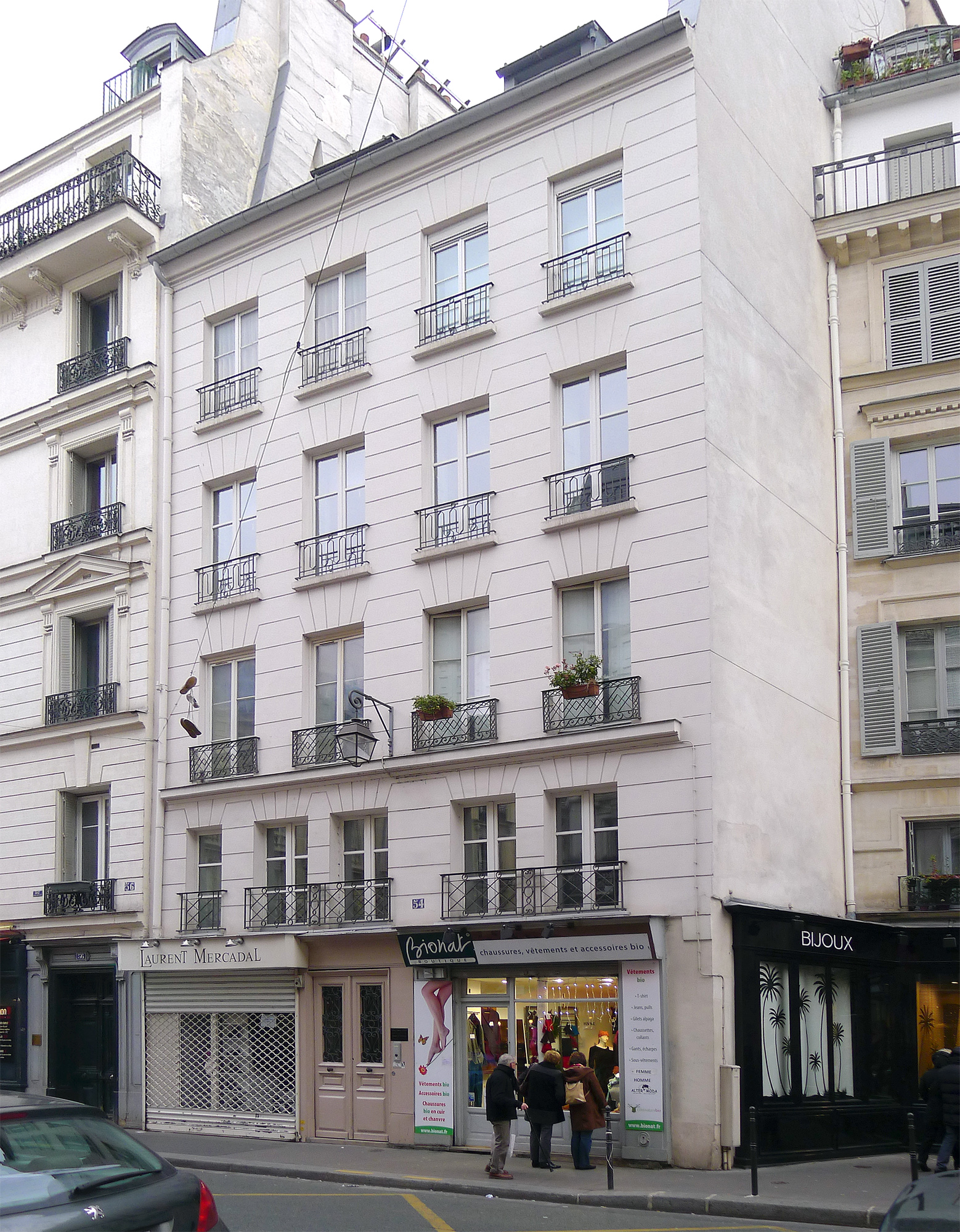
No 54 : emplacement de l'ancienne porte du Chaume.

- Angle nord-est du carrefour des rues des Archives et des Francs-Bourgeois : vestige d'une fontaine transformée en regard lors de la reconstruction de l'hôtel de Soubise, puis remaniée en 1959 après ouverture d'une porte dans ce pan coupé[8]. Une plaque y indique le niveau de la mer mesuré dans le bassin du port de Marseille, ainsi que sa différence avec le niveau zéro du pont de la Tournelle[10].

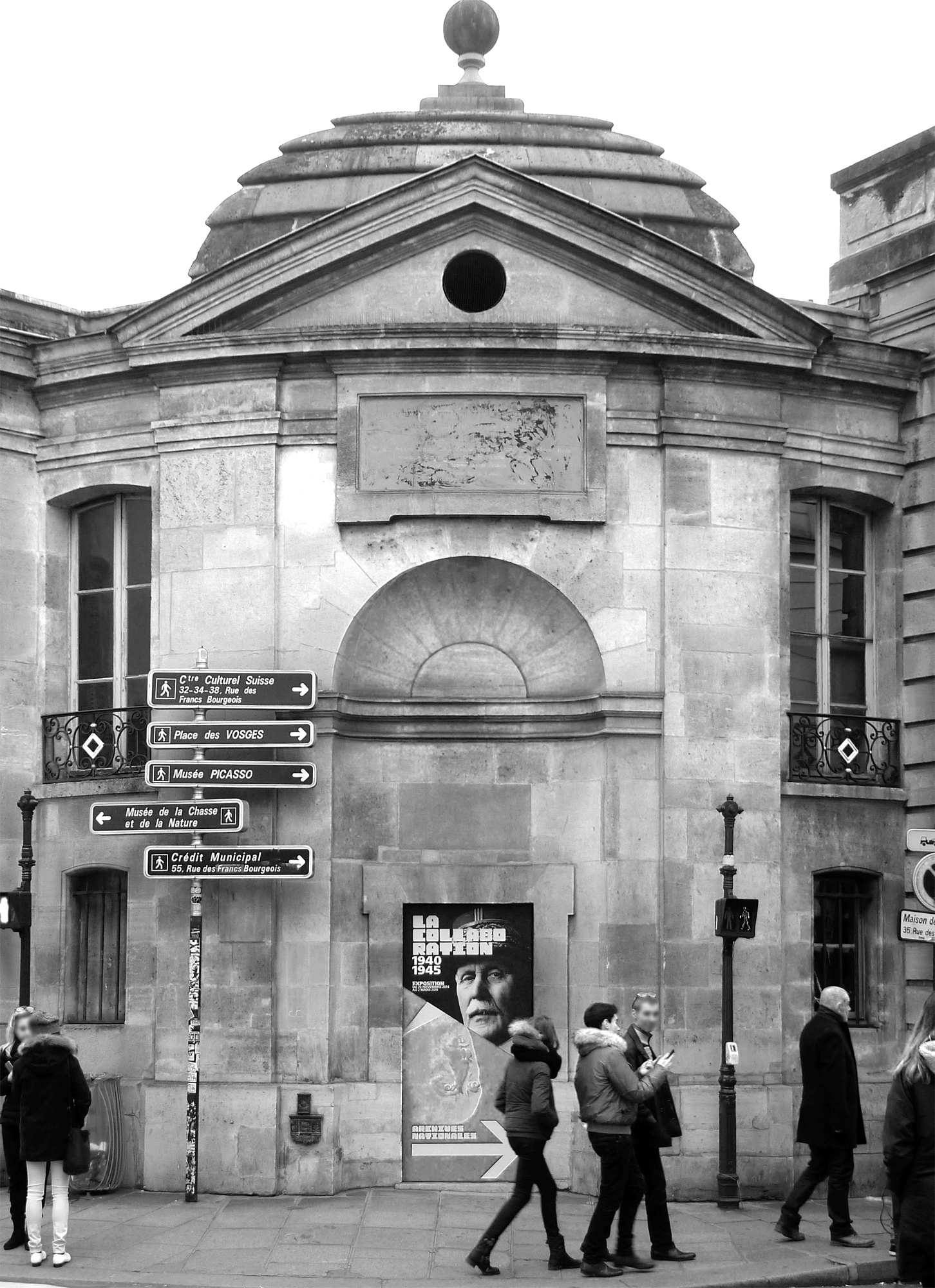
Vestiges de l'ancienne fontaine du Chaume.

- No 58 : hôtel de Soubise (Archives nationales) et fontaine des Haudriettes, rue du Chaume.

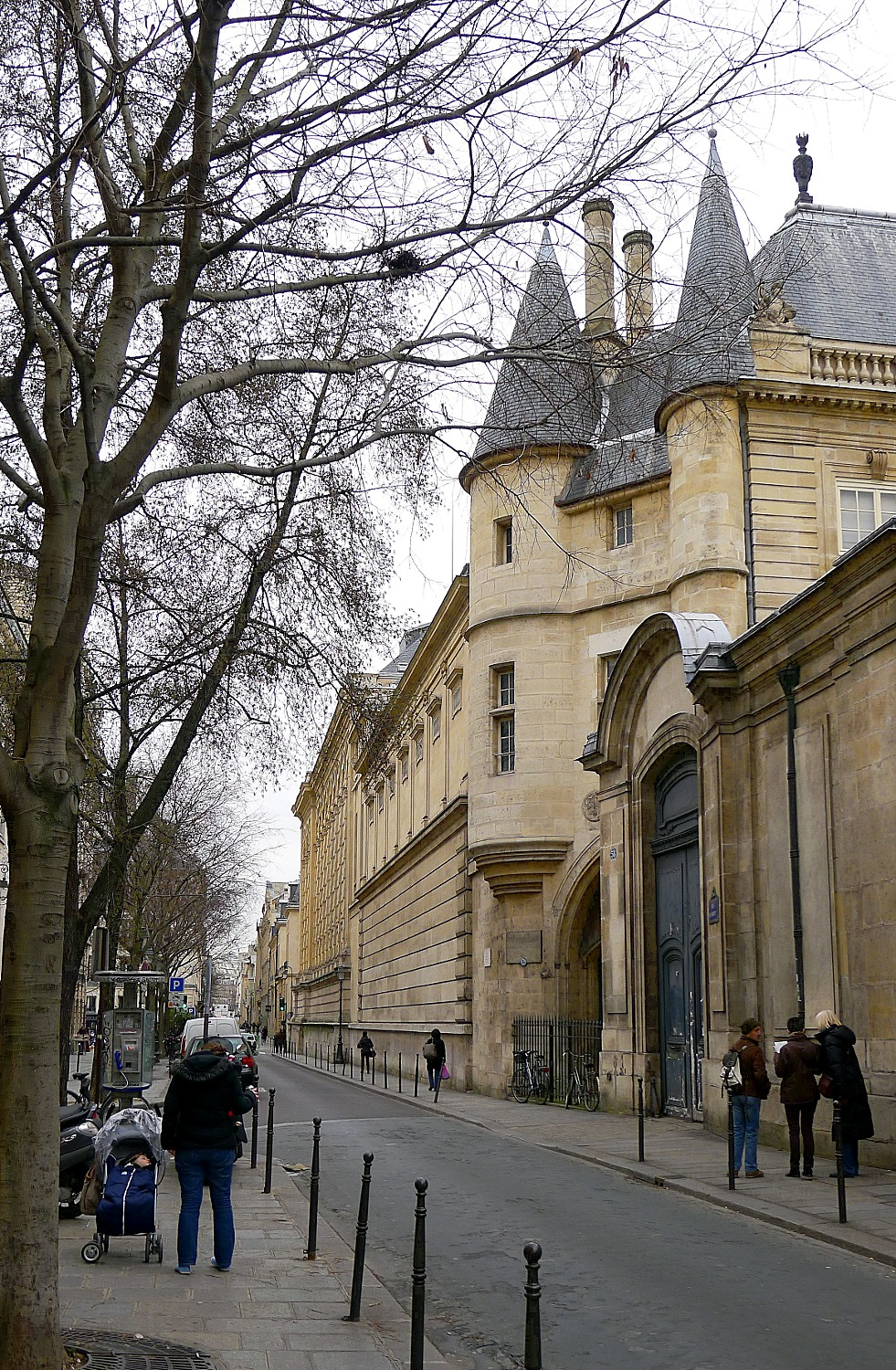
Rue des Archives au niveau de l'hôtel de Soubise.
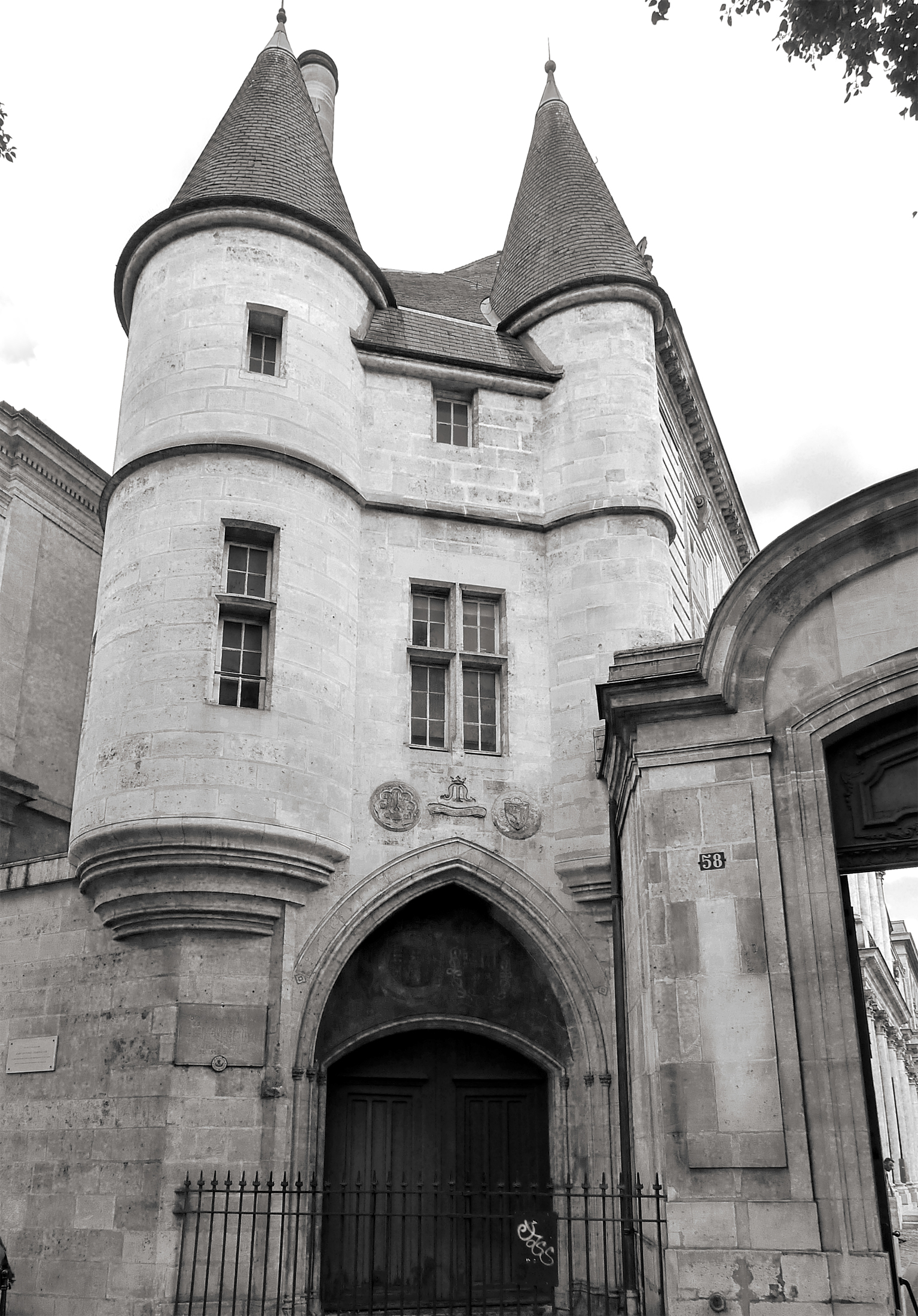
No 58 : hôtel de Soubise.
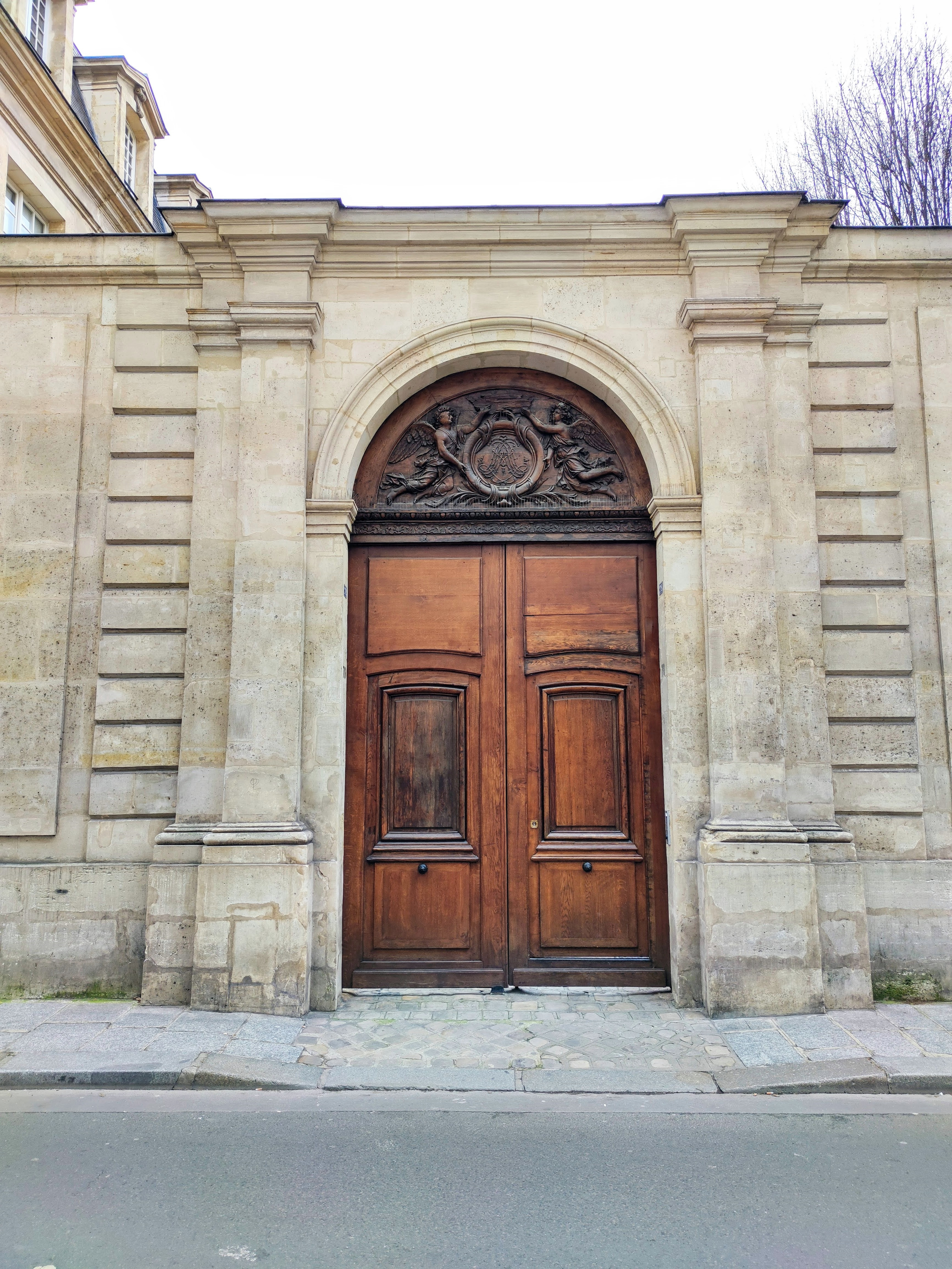
No 78 : hôtel de Tallard.

- No 60 : hôtel de Guénégaud dit « hôtel de l'Hermitage ».
- No 62 : hôtel de Mongelas, musée de la chasse et de la nature.
- No 63 : ancien central téléphonique Pastourelle, construit par François Le Cœur[11].
- No 68 : hôtel de Refuge.
- No 70 : hôtel Montescot (ou de Michel Simon). Lamennais y mourut, en 1854[12].
- No 72 : hôtel de Villeflix.
- No 74 : hôtel de Tallemant (ou Chailloux de Jonville).
- No 76 : hôtel Le Pelletier de Souzy, rue du Grand-Chantier.
- No 78 : hôtel de Tallard (ou Amelot de Chaillou), rue des Enfants-Rouges, construit par l’architecte Pierre Bullet au XVIIIe siècle.  Inscrit MH (1980), c’est une propriété privée[13].
- No 79 : Fondation Henri Cartier-Bresson
- No 80 : emplacement de l'hôpital des Enfants-Rouges qui devint caserne des Enfants-Rouges en 1808.
- No 90 : à gauche, dans le passage, vestige de la chapelle, ayant la forme d’une abside, de l’hospice des Enfants-Rouges[14].
  - Au fond de la deuxième cour, plaque rappelant l’emplacement de l’hospice.

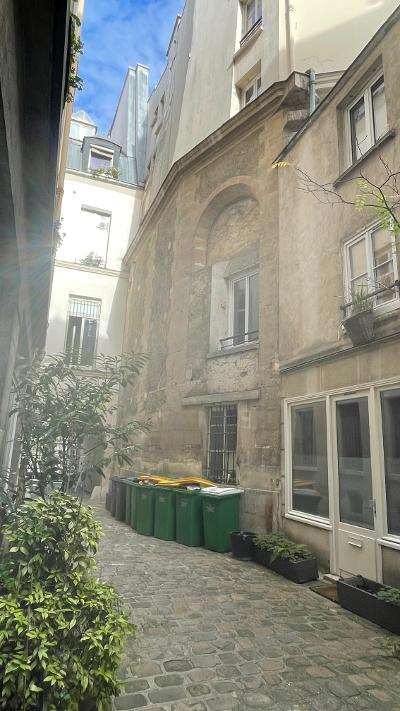
vestige de la chapelle de l'hospice des Enfants-Rouges, au no 90.
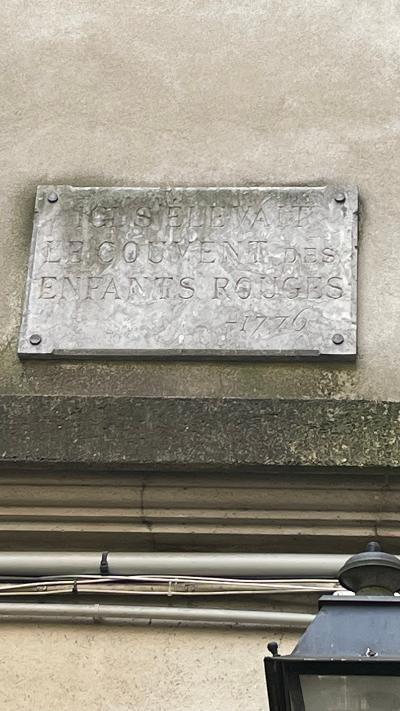
Plaque rappelant l'emplacement du couvent des Enfants-Rouges, au no 90.
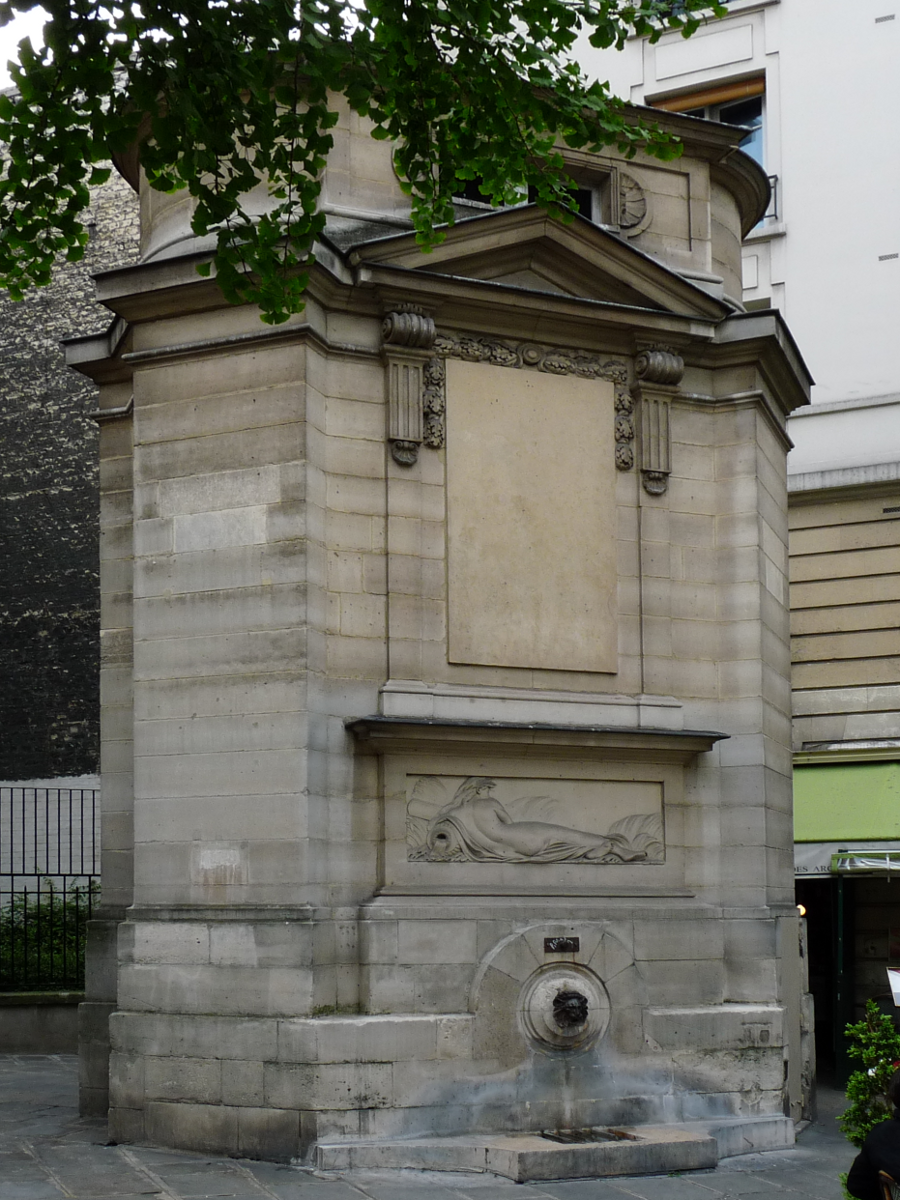
Fontaine des Haudriettes.
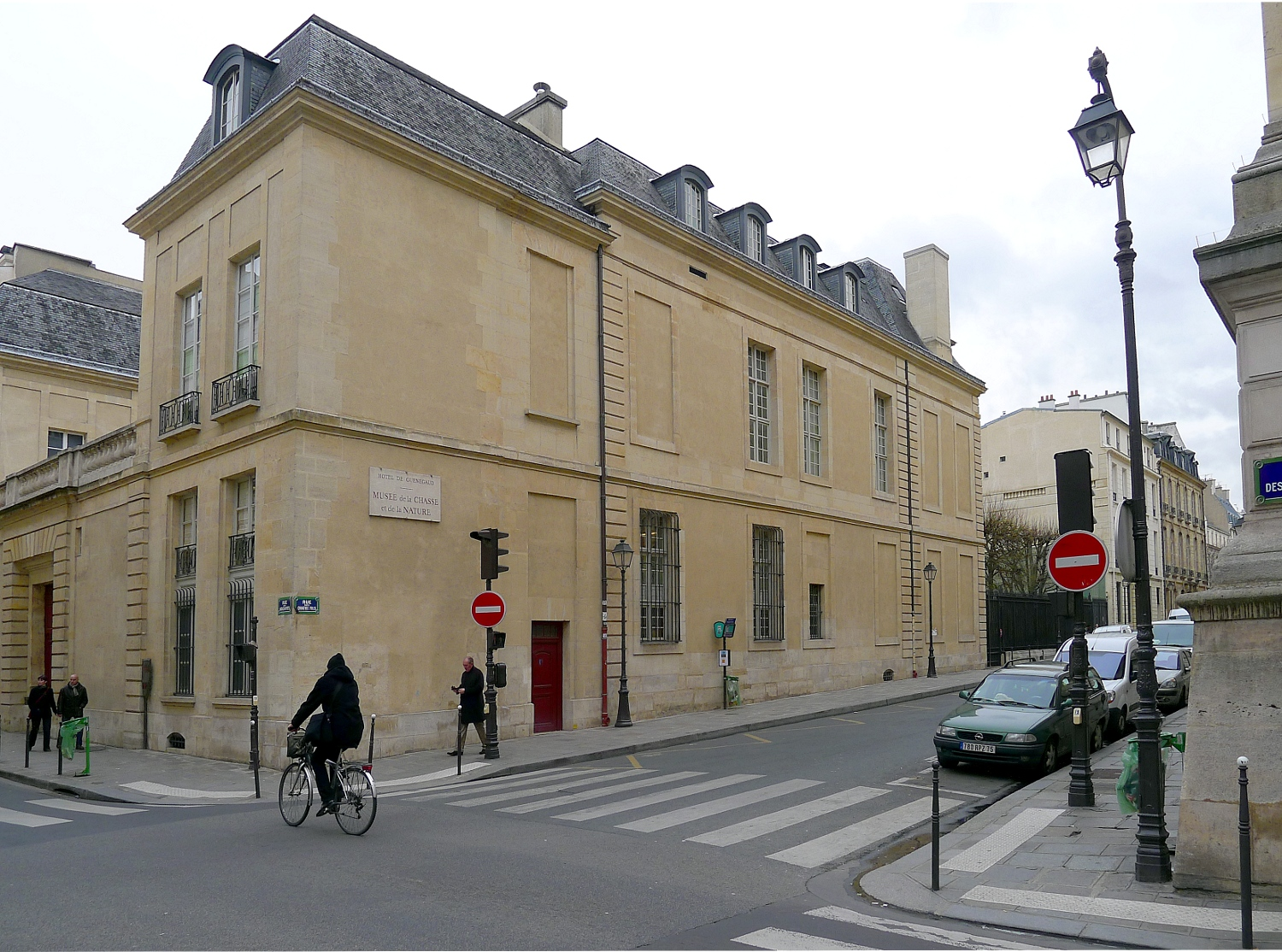
Musée de la chasse et de la nature.

Plus haut dans la rue, on trouve d'autres édifices intéressants, notamment aux nos 79, 81, 85 et 90.

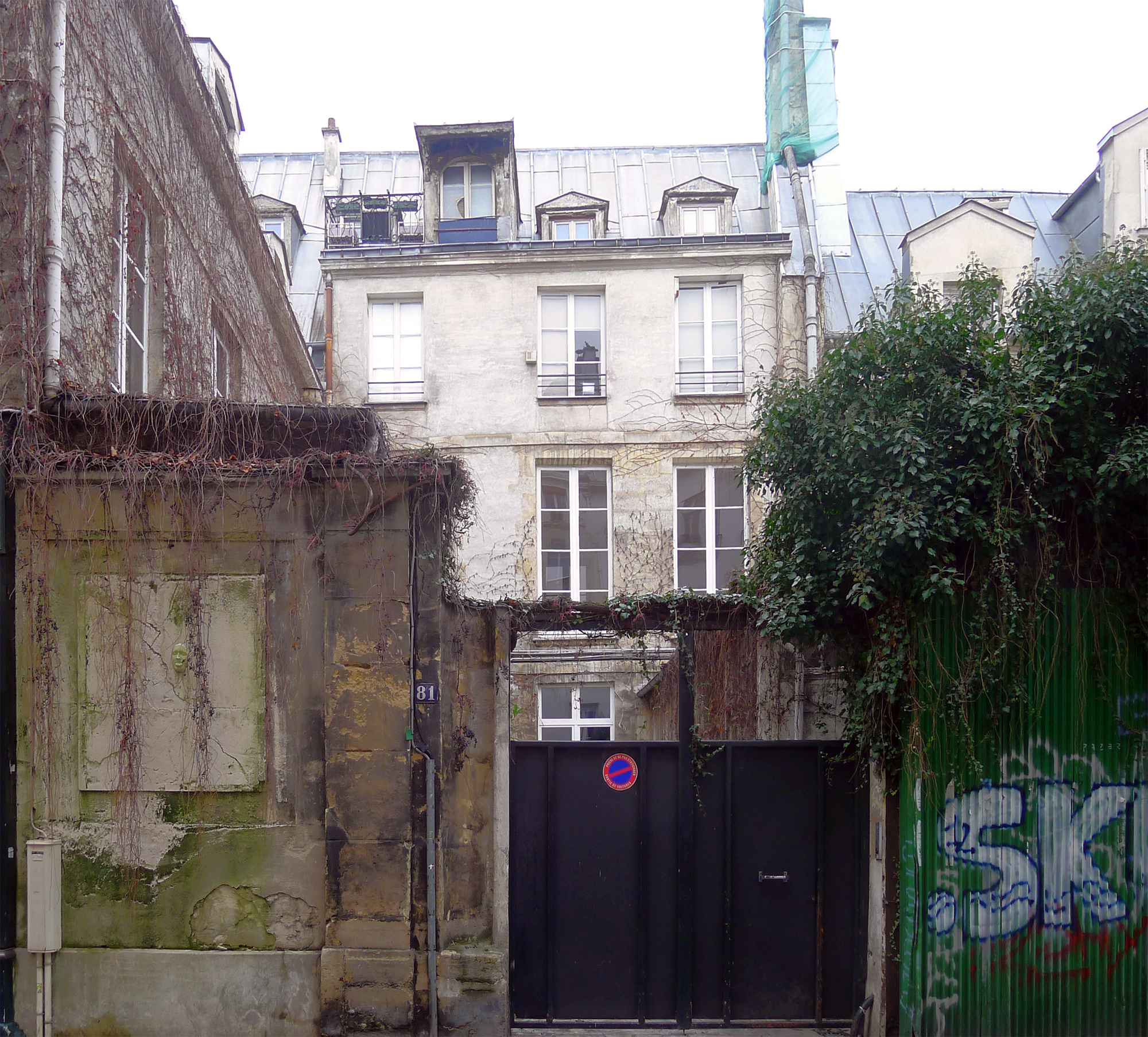
No 81.
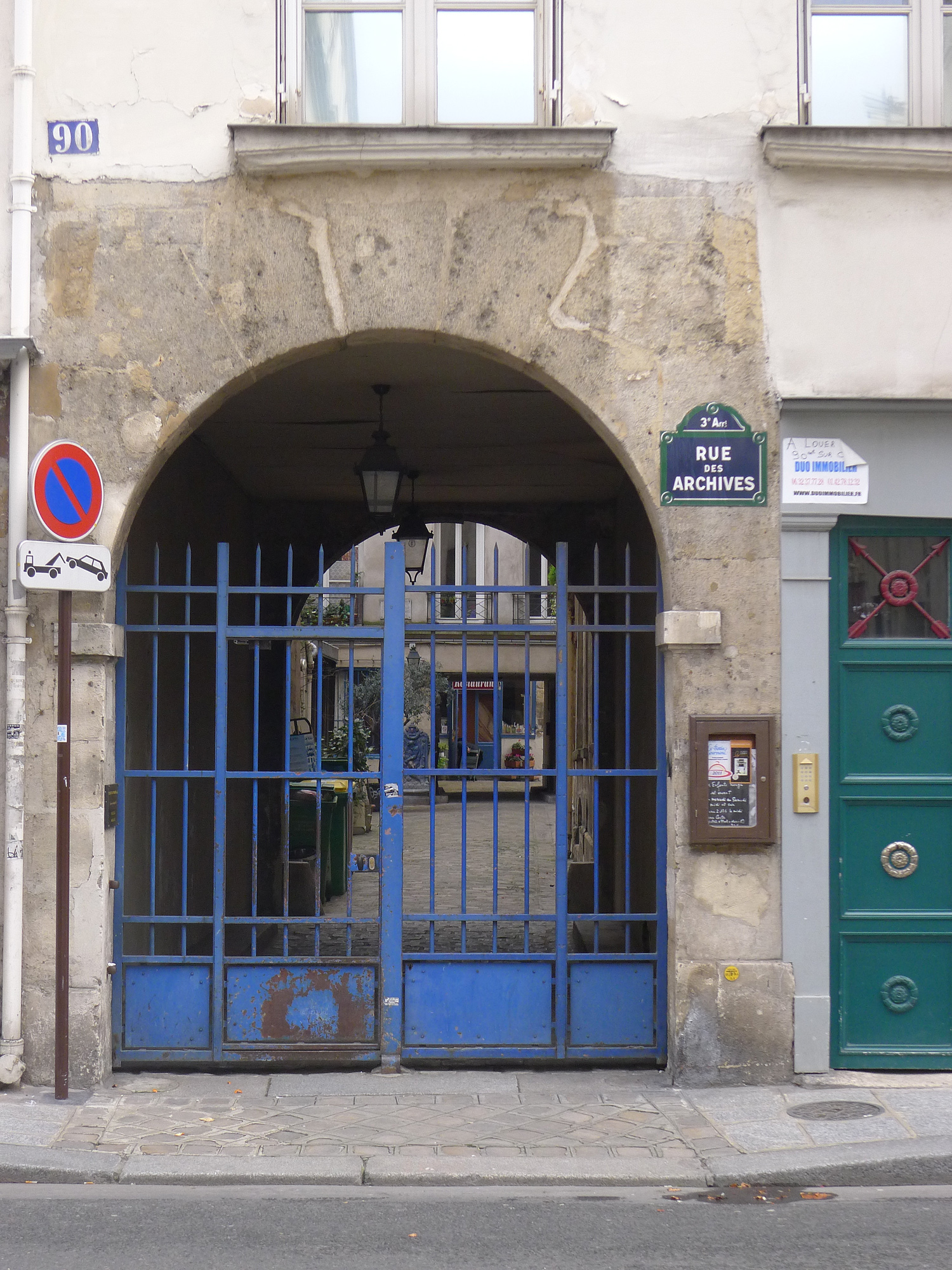
No 90.

### En littérature
Dans le roman Ferragus, d'Honoré de Balzac, la veuve Gruget habite le no 12 de la « rue des Enfants-Rouges ». C'est là où Jules Desmarets écoute la conférence entre sa femme et Ferragus XXIII.

## Pour approfondir